# Møllehøj
Il Møllehøj è una collina della Danimarca e rappresenta il punto naturale più alto del paese con un'altitudine di 170,86 metri s.l.m.. Essa si trova nella municipalità di Skanderborg.